# Werner Stiehr

Werner Stiehr

Werner Stiehr (* 3. Mai 1905 in Harzhof, Kreis Eckernförde; † 3. Januar 1982 in Lübeck) war ein deutscher Politiker (NSDAP).

## Leben und Wirken
Nach der Schulausbildung verdiente Stiehr seinen Lebensunterhalt als Handlungsgehilfe, Disponent und Bilanzbuchhalter in Getreidegeschäften.
Zum 1. September 1929 trat Stiehr in die NSDAP ein (Mitgliedsnummer 148.454) und wurde sogleich NSDAP-Ortsgruppenleiter für Segeberg. 1930 wurde er Truppführer bei der SA und am 1. September 1930 Kreisleiter des Kreises Segeberg. Daneben war er Mitglied des Provinziallandtages Schleswig-Holstein und Mitglied der Landessynode der Evangelischen Lutherischen Landeskirche Schleswig-Holsteins. Hinzu kam die Vorstandsmitgliedschaft im Landesverein für Innere Mission.
In den frühen 1930er Jahren beteiligte Stiehr sich in seiner Heimat an gewaltsamen Auseinandersetzungen der Nationalsozialisten mit politischen Gegnern. Rhetorisch fiel er zudem durch scharfe Attacken auf seine Gegner („Wer gegen uns ist, wird kaputt geschlagen.“) sowie auf die Juden in seiner Region auf.
Nach der nationalsozialistischen Machtübernahme 1933 wurde Stiehr Mitglied des Kreistages des Kreises Segeberg und richtete als Kreisleiter das KZ Kuhlen bei Rickling ein. Zur selben Zeit schaltete er systematisch die Bürgermeister, Amtsvorsteher und andere politische Amtsinhaber mit NS-kritischer Einstellung in seiner Region aus.
Von Frühjahr 1933 bis zur Auflösung im Herbst desselben Jahres war Stiehr Mitglied des Preußischen Landtages. Anschließend saß er von November 1933 bis zum Ende der NS-Herrschaft im Frühjahr 1945 als Abgeordneter für den Wahlkreis 13 (Schleswig-Holstein) im nationalsozialistischen Reichstag. Seit März 1933 war er außerdem Kreisdeputierter in seiner Heimat und seit dem 15. Februar 1937 Mitglied der Arbeitskammer von Schleswig-Holstein. Ab September 1939 führte er die SA-Standarte 213, die in Segeberg stationiert war. Ab Ende März 1940 leitete Stiehr kurzfristig das Gaustabsamt im Gau Sachsen und war ab Anfang August 1941 Mitglied eines Beratungsgremiums des Berliner Reichskriegsschädenamtes. Aber schon 1941 wurde Stiehr nach Schleswig-Holstein zurückberufen. Von 1941 bis 1945 war er Stellvertreter des Gauleiters Hinrich Lohse, der in dieser Zeit als Kommissar im Reichskommissariat Ostland zwischen Kiel und Riga pendelte. Stier bekleidete dafür den Posten des Gaugeschäftsführers.
1947 wurde vor dem Spruchgericht Bielefeld gegen Stiehr verhandelt. Er wurde als Mitglied der politischen Leiter und in Kenntnis von der verbrecherischen Verwendung dieser Organisation zu drei Jahren Gefängnis verurteilt.